# EF-Bajonett

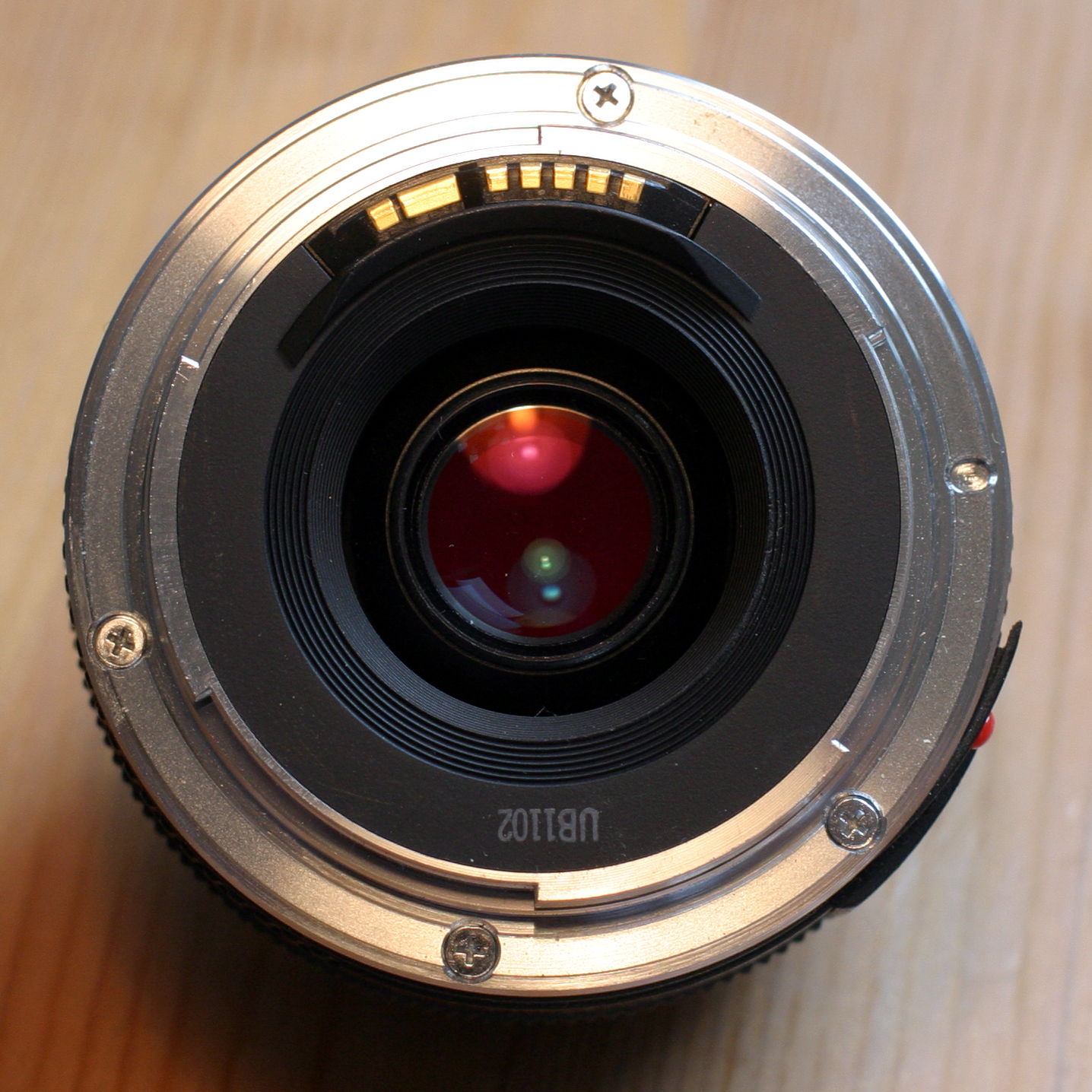
EF-Bajonett am Canon EF 28 mm f/2.8

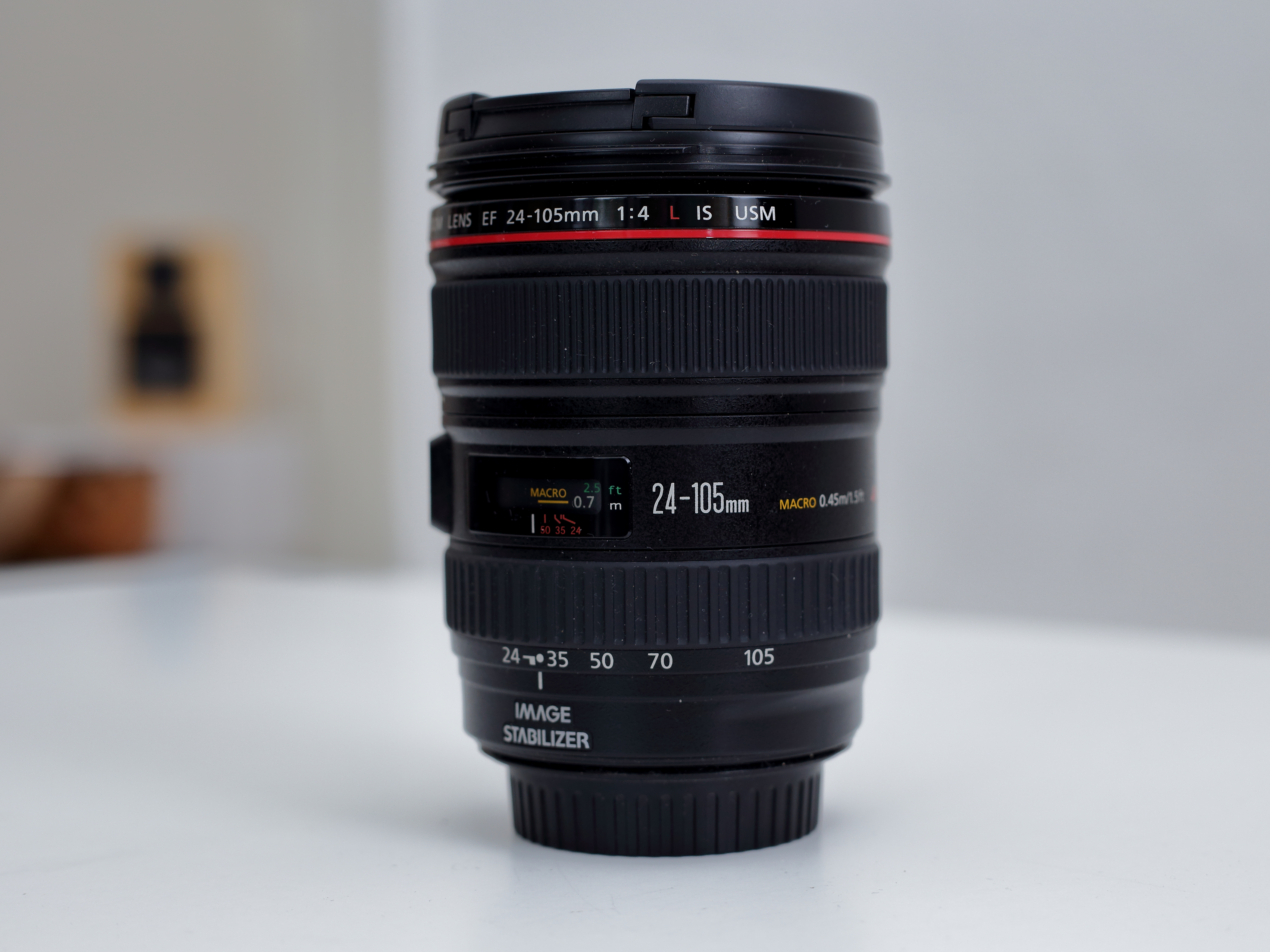
Canon-Objektiv 24-105 F4 mit EF-Bajonett

Das Canon-EF-Bajonett ist ein Objektivbajonett-Anschluss des Herstellers Canon. Er verwendet diesen für seine analogen und digitalen Spiegelreflexkameras der Canon-EOS-Reihe. Die Bezeichnung EF bedeutet Electro-Focus. Das Bajonett wird für Autofokus-Kameras und fast ausschließlich für Autofokus-Objektive verwendet. Die Informationsübertragung zwischen Kamera und Objektiv erfolgt ausschließlich digital über einen seriellen Bus.
Das EF-S-Bajonett ist eine später entstandene Sonderform für digitale Spiegelreflexkameras mit dem APS-C-Bildformat. Das S steht dabei für Short-Back, womit ein kürzerer Abstand zwischen Filmebene und der Rücklinse des Objektivs gemeint ist (aber das Auflagemaß ist gleich).

## EF-Bajonett

### Zeitraum
Das EF-Bajonett gibt es seit März 1987, als es mit der ersten Canon-EOS-Kamera, der EOS 650, erschien. Es löste in den folgenden Jahren das Canon-FD-Bajonett ab. Das EF-Objektivprogramm erreichte erst nach 1990 den Umfang des FD-Programms. Bis August 2012 hat Canon 80 Millionen Objektive und Telekonverter mit EF-Bajonett produziert; im April 2014 wurde das 100-millionste Objektiv produziert. Die Canon EF-Objektivserie ist mit inzwischen mehr als 80 Modellen die größte am Markt verfügbare Objektivserie. Hinzu kommen viele Objektive von Fremdherstellern.

### Entstehung
Die Planung für ein Autofokus-Spiegelreflexsystem begann Ende 1981. Gleich zu Beginn wurde dabei beschlossen, ein nicht-mechanisches Interface zu schaffen, also einen vollkommen neuen Objektivanschluss mit ausschließlich digitaler Informationsübertragung. Zur gleichen Zeit konzipierte man eine zukünftige Profi-Kamera, woraus später die EOS-1 entstand. Die Entwicklungsarbeiten zu dieser Kamera begannen aber erst im Herbst 1985.

### Konstruktion
Das EF-Bajonett war eine völlige Neukonstruktion, es ist nicht mit dem Vorgänger FD-Bajonett kompatibel. Im Gegensatz zu diesem handelt es sich um ein Innenbajonett, das mit 44 mm ein größeres Auflagemaß und mit 54 mm einen größeren Durchmesser besitzt. Die Informationsübertragung geschieht über federnd gelagerte und vergoldete Kontakte an der Kamera und ebenfalls vergoldete Kontaktflächen am Objektiv. Diese Kontakte befinden sich unterhalb des Reflexspiegels der Kamera. Die Übertragung geschieht digital, infolgedessen besitzen die meisten EF-Objektive einen eingebauten Mikroprozessor. Autofokus-Objektive benötigen überdies einen eingebauten Motor für die Scharfstellung.
Die ersten Objektive waren mit Schrittmotoren ausgestattet, später kamen besonders leise arbeitende Ultraschallmotoren und Ultraschall-Ringmotoren. Neuere Objektive erlauben oft einen einfachen manuellen Eingriff in die Fokussierung, ohne zuvor auf manuell umschalten zu müssen.

### Bedienung
Das EF-Bajonett an der Kamera besitzt an der Oberseite einen roten Punkt, dieser muss dem roten Punkt am Objektiv beim Ansetzen gegenüberstehen. Dann wird das gesamte Objektiv nach rechts gedreht, bis es einrastet. Zum Entriegeln wird eine Taste gedrückt, die sich im Gegensatz zur letzten Ausführung des FD-Bajonetts an der Kamera und nicht mehr am Objektiv befindet.
EF-Objektive werden elektrisch abgeblendet, also nur dann, wenn die elektrischen Kontakte mit jenen der Kamera verbunden sind. Für manuelle Objektive muss ein Adapter benutzt werden und es werden keine Daten zwischen Objektiv und Kamera ausgetauscht. Insbesondere Makro-Objektive oder Anschlüsse an Mikroskope oder Teleskope erfordern EF-Adapter. Die Blende sowie der Fokus wird am Objektiv manuell eingestellt. Eine digitale Rückmeldung an die Kamera ist so nicht möglich.
Wenn das Objektiv in Retrostellung betrieben werden soll, kann es von der Kamera abgenommen werden, während die (nicht an allen EOS-Kameras vorhandene) Abblendtaste gedrückt gehalten wird. So bleibt das Objektiv abgeblendet.
EF-Balgengeräte gibt es nur von Fremdherstellern. Diese bieten oft auch eine Kabelverbindung zwischen Kamera und Objektiv. Diese sind jedoch nur für digitale Objektive mit EF-Anschluss erforderlich. Manuell bedienbare Objektive – also ohne motorische Fokus- und Blendensteuerung – benötigen keine Kabelverbindung.
Von wenigen einfachen Objektiven abgesehen lassen sich alle EF-Objektive mit einem Einstellring manuell fokussieren. Das funktioniert auch dann, wenn das Objektiv nicht an die Kamera angeschlossen ist. Der Autofokus-Betrieb wird mit einem Schiebeschalter am Objektiv geschaltet. Bei gewöhnlichen EF-Objektiven ist der Einstellring bei Einstellung auf manuellen Fokus mechanisch entkoppelt und lässt sich frei bewegen. Objektive mit Full-Time Manual Focus lassen sich auch dann manuell scharfstellen, wenn sie auf Autofokus geschaltet sind. Dies erlaubt es, nach erfolgter Scharfstellung durch die Kamera korrigierend einzugreifen. Die Blende ist hingegen nur elektronisch und an der Kamera verstellbar.
Auf die manuelle Fokussierung angewiesen ist die Canon EF-M, eine Kamera mit EF-Bajonett, aber ohne Autofokus, die deswegen auch nicht EOS hieß. Sie war von September 1991 an für drei Jahre im Canon-Programm, hatte aber keine nennenswerte Bedeutung.
Die meisten Teleobjektive besitzen eine Begrenzung für den Autofokus, die am Objektiv geschaltet werden kann. Dann wird nicht im gesamten Entfernungsbereich, sondern beispielsweise nur von 5 m bis unendlich fokussiert. Dies vermeidet ein lange dauerndes Fokussieren, wenn der Autofokus keinen ausreichenden Kontrast misst und deswegen den gesamten Bereich durchfährt. Es schont auch den Energievorrat des Akkus der Kamera.
Bei Objektiven mit Bildstabilisator kann man diesen abschalten oder sein Wirkungsprofil wählen. Bei Sigma- und Tamron-Objektiven lässt sich das Profil sogar mit Hilfe eines Computerprogramms an die eigenen Bedürfnisse anpassen und den Stellungen C1, C2 usw. am Objektiv zuordnen. Diese Einstellung erfolgt allein am Objektiv und nicht über die Kamera, so dass geeignete Belichtungszeiten manuell eingestellt werden müssen. Das wird sich erst ab der Canon EOS-R5 ändern, denn diese Kamera wird mit Stabilisator gebaut und hält daher die notwendigen Information bereits im Gehäuse vor.

### Datenübertragung
Die Datenübertragung zwischen Kamera und Objektiv erfolgt digital über ein serielles Protokoll (SPI). Canon hat bislang weder die Anschlussbelegung noch das verwendete Datenübertragungsprotokoll veröffentlicht. Dies stellt insbesondere für Fremdhersteller von Objektiven eine Hürde dar (siehe Abschnitt Kompatibilität).
Die mittels Reverse Engineering ermittelte Anschlussbelegung lautet in den Spiegelkasten geblickt von links nach rechts:
| Name | Funktion | Bemerkung                                                                      | Bild |
| ---- | --- | ------------------------------------------------------------------------------ | ---- |
| VBAT | +5,8 … 8,4 V für Leistungselektronik (Autofokus-Motor und gegebenenfalls Bildstabilisator)                                              | Besitzen alle Kameras und alle Objektive                                       |      |
| LDET | Objektiverkennung: am Objektiv mit PGND verbunden, im Kameragehäuse über Pull-up mit VDD verbunden.                                     | Besitzen alle Kameras und alle Objektive                                       |      |
| PGND | Masse für Leistungselektronik | Besitzen alle Kameras und alle Objektive                                       |      |
| VDD  | +5,0 V (+4,5 V im Stromsparmodus) für digitale Elektronik                                                                               | Besitzen alle Kameras und alle Objektive                                       |      |
| DCL  | serielle Daten vom Kameragehäuse zum Objektiv (MOSI), OC                                                                                | Besitzen alle Kameras und alle Objektive                                       |      |
| DLC  | serielle Daten vom Objektiv zum Kameragehäuse (MISO), OC                                                                                | Besitzen alle Kameras und alle Objektive                                       |      |
| LCLK | Taktsignal (zirka 77 kHz), generiert vom Kameragehäuse (SCLK, CPOL=1), OC                                                               | Besitzen alle Kameras und alle Objektive                                       |      |
| DGND | Masse für digitale Elektronik | Besitzen alle Kameras und alle Objektive                                       |      |
| COM1 | Pin zum Signalisieren von Tele-Konvertern                                                                                               | Vorhanden bei vielen Objektiven der L-Serie sowie bei einigen Makro-Objektiven |      |
| EXT0 | Verbunden mit COM1 bei: - 1,4-fach Telekonverter - Life Size Converter (Erweiterung für EF 50/2,5-Makro für Abbildungsmaßstäbe bis 1:1) | Vorhanden bei vielen Objektiven der L-Serie sowie bei einigen Makro-Objektiven |      |
| EXT1 | Verbunden mit COM1 bei: - 1,4-fach Telekonverter - 2-fach Telekonverter                                                                 | Vorhanden bei vielen Objektiven der L-Serie sowie bei einigen Makro-Objektiven |      |

Die Daten werden bidirektional mit dem im Mikrocontrollerbereich weit verbreiteten SPI-Protokoll übertragen. Die verwendete Datenbreite beträgt 8 Bit.
Die Bildstabilisierung erfolgt vollständig im Objektiv, und die entsprechenden Einstellungen (An/Aus, Modus) werden nicht an das Kameragehäuse übertragen. Der Nutzer muss selbst für geeignete (nicht zu lange) Belichtungszeiten sorgen, zum Beispiel durch Verwendung der Blendenautomatik mit manueller Zeiteinstellung.
Anmeldevorgang eines Objektivs:
- Objektiv schließt Pin 2 und Pin 3 kurz.
- Daraufhin aktiviert die Kamera die Spannungsversorgung für die digitale Datenübertragung (VDD).
- Objektiv gibt sich per seriellem Bus zu erkennen.
- Wenn alles in Ordnung ist, schaltet die Kamera auch die Spannungsversorgung für die Leistungselektronik (VBAT) zu

### Kompatibilität
Alle Canon-EF-Objektive funktionieren an allen EOS-Kameras. Mit älteren Fremdobjektiven gibt es teilweise Probleme, indem sie mit neueren Kameras nicht mehr zusammenarbeiten. Eine der bekannten Ursachen ist eine Reduktion der Versorgungsspannung Vdd von 5 auf 3,3 V. Das Problem lässt sich nur durch einen Wechsel der Elektronik des Objektivs beheben.

### Adapter für fremde Objektivanschlüsse
Objektive mit dem FD-Bajonett lassen sich nicht direkt, sondern nur über Adapter anschließen. Wegen des größeren Auflagemaßes des EF-Bajonetts kann das Objektiv dann nicht mehr bis unendlich fokussiert werden, der Adapter wirkt also wie ein Zwischenring. Deshalb gibt es auch Adapter mit Linsen, die im Prinzip Telekonverter sind. Neben Produkten von Fremdherstellern (oft nur mit einer einzelnen Zerstreuungslinse, was eine mäßige Bildqualität ergibt) existiert hierfür der Canon Lens Mount Converter FD-EOS für bestimmte FD-Teleobjektive, der die Brennweite auf das 1,26-fache verlängert und entsprechend die Lichtstärke um 2/3 Blendenstufen vermindert.
Objektive mit den Anschlüssen F-Bajonett, M42, T2, Pentax-K-Bajonett, Yashica/Contax, Leica R oder Olympus OM lassen sich, da sie ein größeres Auflagemaß haben, ebenfalls mit einem Adapter anschließen. Dies gilt auch für manche Mittelformat-Objektive, beispielsweise mit P6-Bajonett.
Bei adaptierten Objektiven müssen Blende und Entfernung am Objektiv manuell eingestellt werden.

## EF-S-Bajonett

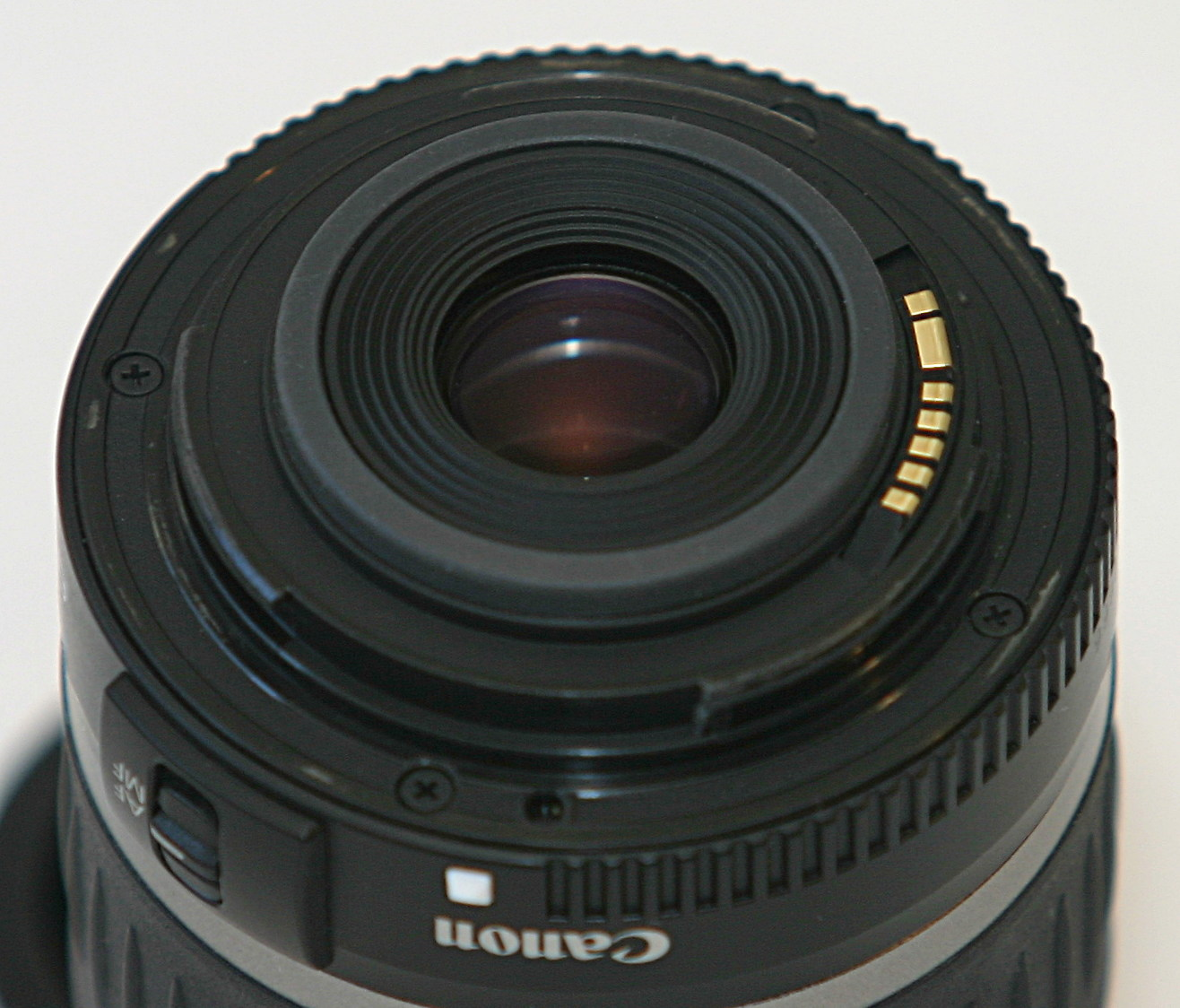
EF-S-Bajonett, erkennbar an der weißen – anstatt roten – Positionsmarkierung unter dem Canon-Schriftzug

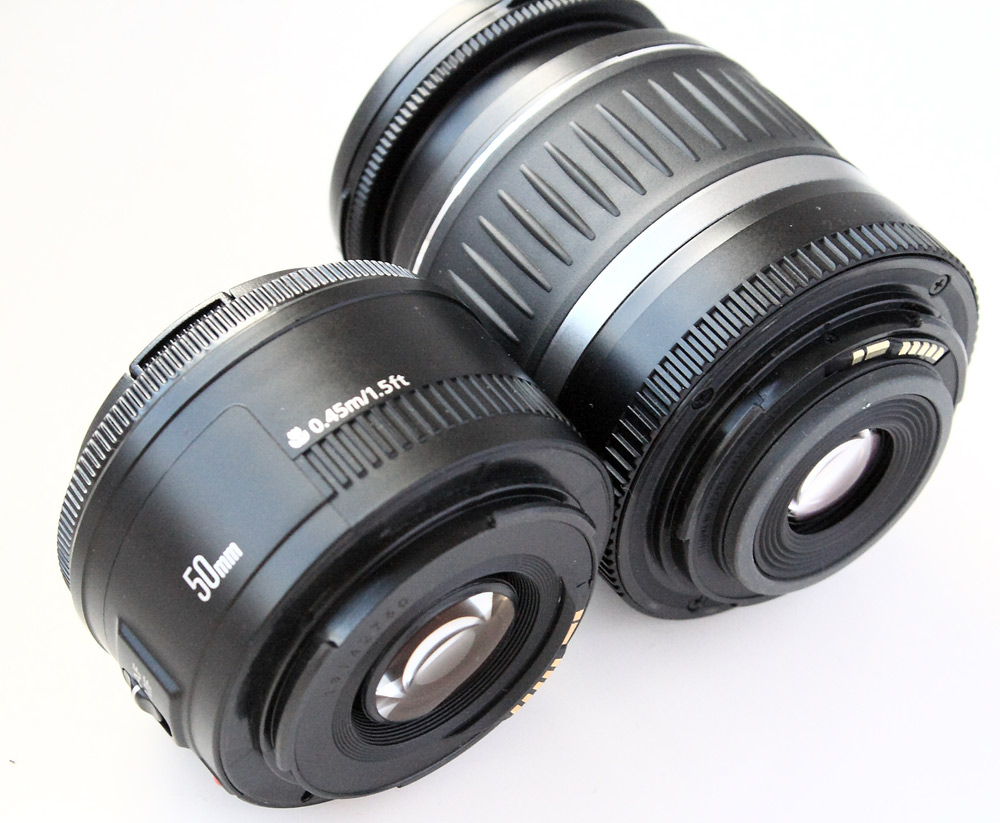
Vergleich der Objektivanschlüsse EF (links) und EF-S (rechts), letzterer mit zusätzlichem Hartgummiring

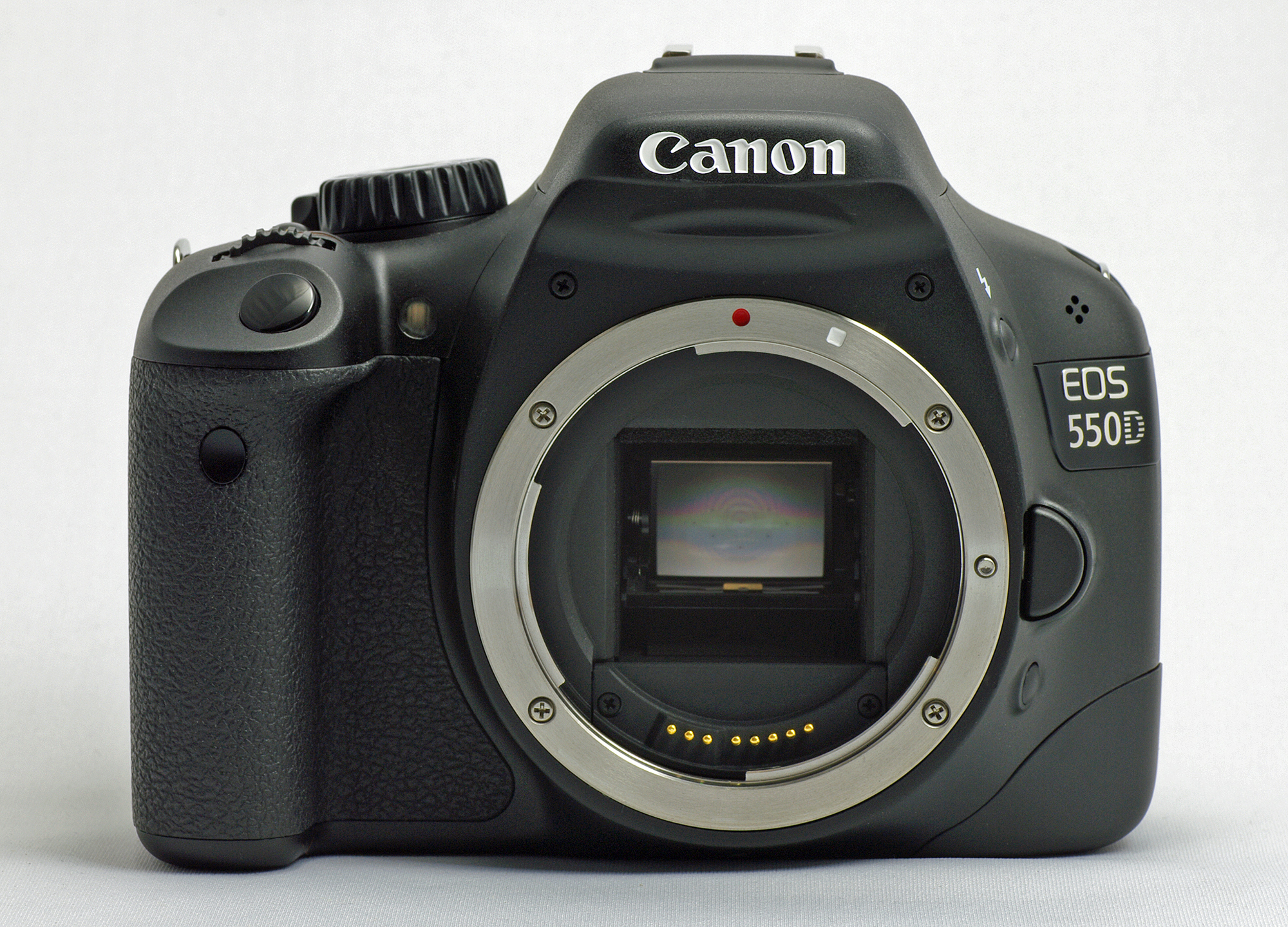
EF-S Bajonett einer Canon EOS 550D, mit vertieftem Spiegelkasten und der zusätzlichen weißen Anschlussmarkierung

Der Canon EF-S-Objektivanschluss ist für Kameras mit APS-C-Sensorgröße gedacht, mit einem Formatfaktor von 1,6 zum Kleinbildformat. Es ist bis auf den weiter in die Kamera hineinragenden Objektivtubus mit dem EF-Bajonett identisch. EF-Objektive können an alle EOS-Kameras angeschlossen werden, aber EF-S-Objektive nur an solche mit APS-C-Sensor, wobei auch einige ältere APS-C-Modelle ausgenommen sind.

### Zeitraum und Bedeutung
Das EF-S-Bajonett erschien im September 2003 mit der Canon EOS 300D. Diese und alle nachfolgenden APS-C-Format EOS-Digitalkameras können zusätzlich zu EF- auch EF-S-Objektive aufnehmen. Die vorher erschienenen EOS-Digitalkameras für dieses Format können das jedoch nicht, da sie noch mit dem gewöhnlichen EF-Bajonett versehen sind. Dies sind die Modelle EOS D30, EOS D60 und EOS 10D.
Kameras mit einem größeren Sensor besitzen weiterhin das gewöhnliche EF-Bajonett, EF-S-Objektive sind an diesen Kameras nicht verwendbar. Das sind die EOS-1D mit ihrem APS-H-Sensor entsprechend dem Formatfaktor 1,25 (Sensorgröße 28,7 mm × 19,1 mm) und die EOS-1D X, EOS 5D, EOS 6D sowie deren Vorgängermodelle (1Ds-Serie und 5D-Serie) die alle einen Kleinbildsensor (Sensorgröße 35,9 mm × 23,9 mm) aufweisen.

### Idee
Das kleinere Bildformat von APS-C-Kameras ermöglicht auch einen kleineren Spiegel. Auch eine exzentrisch verlaufende Spiegelbahn beim Klappen des Spiegels vermindert dessen Platzbedarf noch etwas. Dadurch kann die Schnittweite der Objektive, also der Abstand der letzten Linse des Objektivs von der Bildebene, verkleinert werden. Für Weitwinkelobjektive und Zoomobjektive, die Weitwinkelbrennweiten enthalten, ergeben sich dadurch konstruktive Vorteile, sie können kleiner, leichter und kostengünstiger gebaut werden.
Entsprechende Objektive können aber nicht an Kameras mit größerem Bildformat genutzt werden, da sie dem Spiegel nicht ausreichend Platz lassen. Sie werden mit dem EF-S-Bajonett versehen und können an Kameras, die das normale EF-Bajonett haben, nicht angesetzt werden. Das verhindert Beschädigungen durch Kollision des Spiegels mit dem Objektivtubus.
Außerdem können so Objektive mit einem zu kleinen Bildkreis nicht an einer Kamera mit größerem Sensorformat verwendet werden, was zu unbelichteten (wegen Vignettierung) oder unscharfen Bildrändern oder -ecken führen würde.
Der Gedanke, für spezielle Kameras Objektive mit ungewöhnlich weit in den Spiegelkasten reichender Rücklinse zu konstruieren, wurde bei Canon schon einmal 1965 mit dem FLP 38 mm f/2,8 für die Canon Pellix verwirklicht. Damals gab es aber kein besonderes Bajonett, das vor Fehlbedienung schützte.
Die Konkurrenten Sony und Nikon verzichten auf ein spezielles Bajonett. Zum Beispiel kann man Nikons DX-Objektive auch an FX-Kameras benutzen, die bei voller Sensorgröße vignettieren, die Firmware moderner DSLR-Kameras dieser Hersteller erkennen aber solche Objektive und schalten (optional abschaltbar) in einen APS-C-Modus um, bei dem nur der innere Bereich des Sensors ausgelesen wird, unter Verlust von ca. 55 % der Auflösung (entsprechend der kleineren Pixelzahl). Die Rücklinse von APS-C-Objektiven dieser Hersteller reicht nicht weiter in den Spiegelkasten hinein, so dass keine Kollisionsgefahr mit dem Spiegel entsteht.

### Konstruktion
Die EF-S-Objektive sind für das Bildformat APS-C konzipiert und besitzen einen kleineren Bildkreis, leuchten also nicht das volle Kleinbildformat aus. Das ermöglicht gegenüber dem großen Bildkreis eine einfachere und kostengünstigere Objektivkonstruktion. Der innere Teil des Objektivtubus ragt außerdem etwas weiter in die Kamera hinein und endet mit einem Hartgummiring. Beim Versuch, das Objektiv an eine Kamera mit EF-Bajonett anzusetzen, stößt dieser Ring an den Spiegelkasten der Kamera und verhindert so das Ansetzen. EF-S-Kameras haben einen vertieften Spiegelkasten, um dem Objektivtubus Platz zu lassen.

### Bedienung
EF-S-Objektive besitzen anstatt eines roten Kreises ein weißes Quadrat als Positionsmarkierung am Objektiv. Eine Kamera mit EF-S-Anschluss besitzt zwei Markierungen, die gewohnte rote oben am Bajonett für EF-Objektive und eine weiße rechts daneben etwa in 1-Uhr-Stellung für EF-S-Objektive. Infolgedessen werden EF-S-Objektive nicht mit der Markierung nach oben, sondern leicht nach rechts gedreht angesetzt. Versucht man EF-S-Objektive an eine Kamera mit gewöhnlichem EF-Bajonett anzusetzen, so fehlt zunächst die entsprechende weiße Markierung am Kameragewinde, außerdem verhindert der Hartgummiring des Objektivs den irrtümlichen Anschluss und bewahrt so den Spiegel vor einer Kollision mit dem Objektiv.
Die EF-S-Objektive sind mit der tatsächlichen Brennweite beschriftet. Um die äquivalente Brennweite für das Vollformat (36 mm × 24 mm) zu erhalten, ist sie mit dem Formatfaktor 1,6 zu multiplizieren.

### Fremdobjektive
Die Objektive von Fremdherstellern für das APS-C-Format machen von dem EF-S-Bajonett keinen Gebrauch. Sie halten immer den normalen Abstand zwischen Film- bzw. Sensorebene und Rücklinse ein. Fotografiert man mit diesen Objektiven an einer EOS-Kamera mit größerem Sensor, dann führt dies in der Regel zu verstärkter Vignettierung und Unschärfe in den Bildecken. Bei Zoomobjektiven gilt dies zumindest für den Weitwinkel-Teil des Brennweitenbereichs.

### Kameras mit EF-S-Bajonett
Aktuell (in der Reihenfolge der Erscheinung, neueste zuerst):
- EOS 90D
- EOS 250D
- EOS 4000D[9]
- EOS 2000D[9]
- EOS 800D / EOS 77D[10]
- EOS 7D Mark II

Ausgelaufen:
- EOS 7D
- EOS 20D, EOS 30D, EOS 40D, EOS 50D, EOS 60D, EOS 70D, EOS 80D[11]
- EOS 20Da, EOS 60Da[12]
- EOS 300D, EOS 350D, EOS 400D, EOS 450D, EOS 500D, EOS 550D, EOS 600D, EOS 650D, EOS 700D, EOS 750D / EOS 760D[13], EOS 100D, EOS 200D
- EOS 1000D, EOS 1100D, EOS 1200D, EOS 1300D[14]

Trotz Crop 1,6 kein EF-S-Bajonett, sondern EF-Bajonett:
- EOS 10D
- EOS D30, EOS D60

### Objektive mit EF-S-Bajonett
- EF-S 10-18 mm f/4.5-5.6 IS STM
- EF-S 10-22 mm f/3.5-4.5 USM[15]
- EF-S 17-55 mm f/2.8 IS USM[16]
- EF-S 18-55 mm f/4-5,6 IS STM[10]
- EF-S 18-135 mm f/3.5-5.6 IS USM[11]
- EF-S 24 mm f/2.8 STM

- EF-S 15-85 mm f/3.5-5.6 IS USM[15]
- EF-S 17-85 mm f/4-5.6 IS USM
- EF-S 18-55 mm f/3.5-5.6

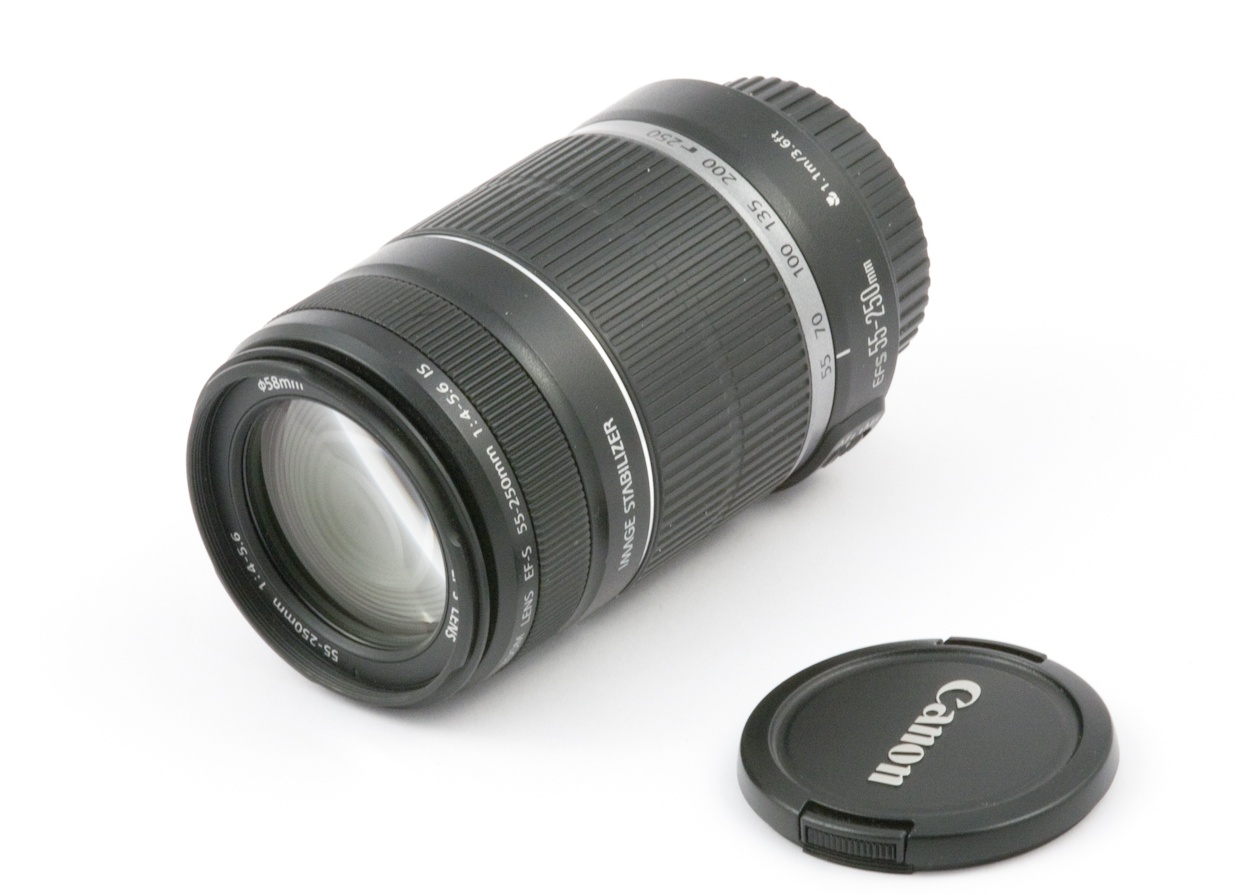
EF-S 55-250 mm f/4-5.6 IS

- EF-S 18-55 mm f/3.5-5.6 USM (nur für Japan hergestellt worden)
- EF-S 18-55 mm f/3.5-5.6 II
- EF-S 18-55 mm f/3.5-5.6 III (nur im Kit mit EOS 1200D und EOS 200D)
- EF-S 18-55 mm f/3.5-5.6 II USM
- EF-S 18-55 mm f/3.5-5.6 IS
- EF-S 18-55 mm f/3.5-5.6 IS II
- EF-S 18-55 mm f/3.5-5.6 IS STM
- EF-S 18-135 mm f/3.5-5.6 IS
- EF-S 18-135 mm f/3.5-5.6 IS STM
- EF-S 18-200 mm f/3.5-5.6 IS[16]
- EF-S 55-250 mm f/4-5.6 IS
- EF-S 55-250 mm f/4-5.6 IS II
- EF-S 55-250 mm f/4-5.6 IS STM[15]
- EF-S 35mm f/2.8 Macro IS STM[17][15]
- EF-S 60 mm f/2.8 Macro USM[16]

## Canon EF-Objektive

### Feste Brennweite

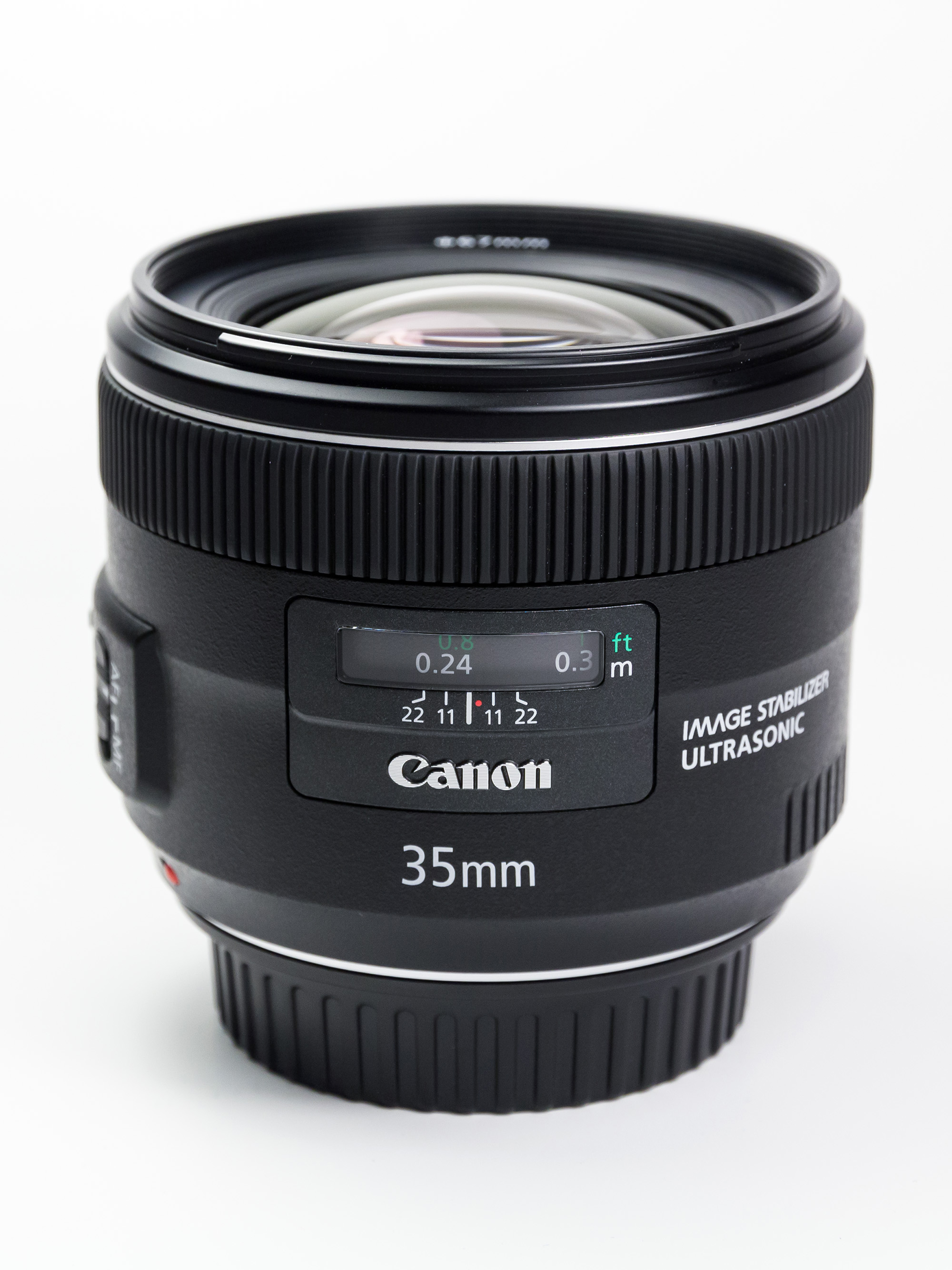
EF 35 mm f/2.0 IS USM

#### Weitwinkel-Objektive bis 35 mm

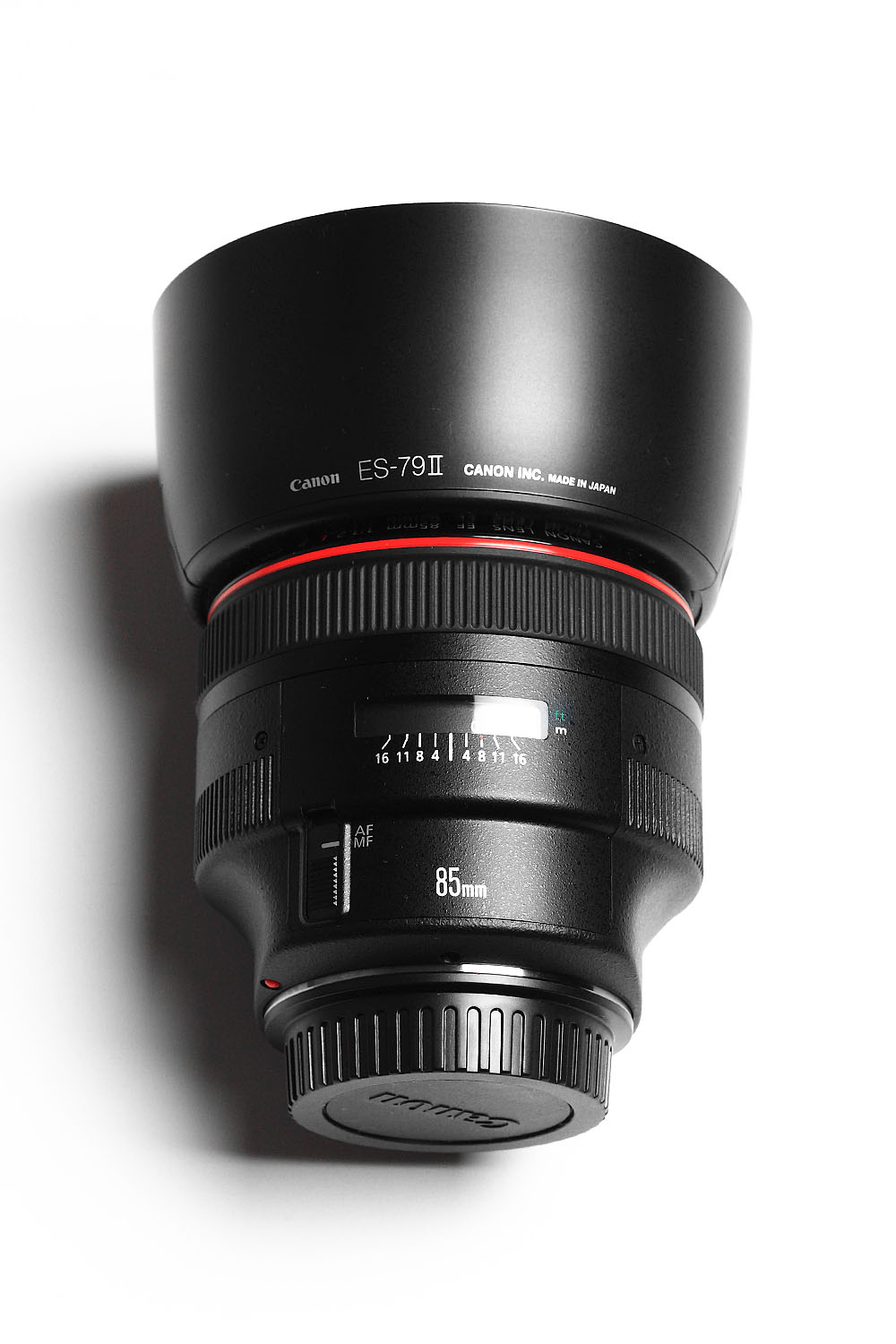
EF 85 mm L f/1.2 USM

- EF 35 mm f/1.4L II USM

- EF 14 mm f/2.8L USM
- EF 14 mm f/2.8L II USM[15]
- EF 15 mm f/2.8 Fisheye
- EF 20 mm f/2.8 USM
- EF 24 mm f/1.4L USM
- EF 24 mm f/1.4L II USM[18]
- EF 24 mm f/2.8
- EF 24 mm f/2.8 IS USM[19]
- EF 28 mm f/1.8 USM
- EF 28 mm f/2.8 IS USM
- EF 28 mm f/2.8
- EF 35 mm f/2.0
- EF 35 mm f/2.0 IS USM[15]
- EF 35 mm f/1.4L USM

#### Normal-Objektive bis leichtes Tele-Objektive von 40 mm bis 100 mm

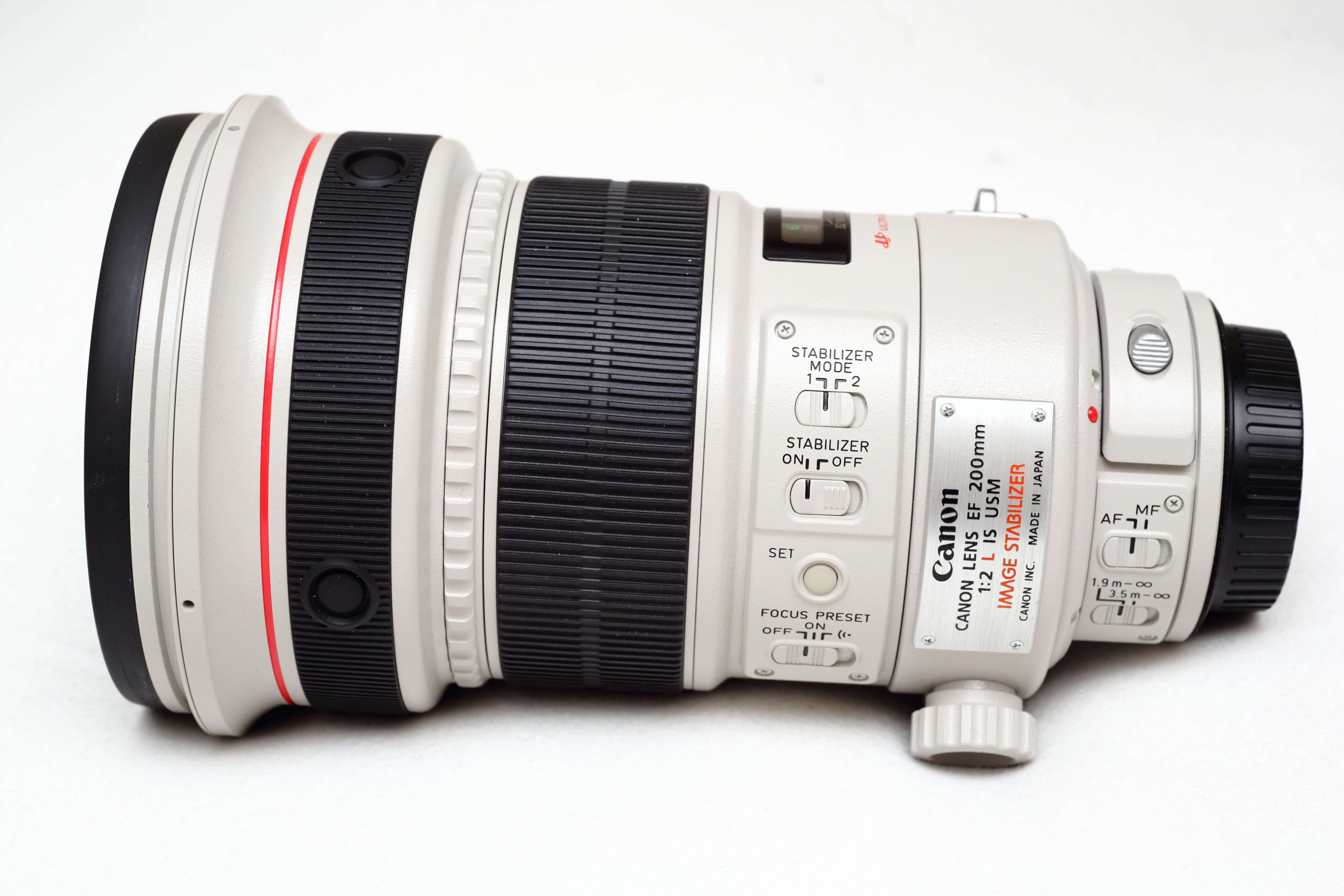
EF 200 mm f/2.0 L IS USM

- EF 50 mm f/1.2L USM
- EF 50 mm f/1.4 USM
- EF 50 mm f/1.8 STM[20]
- EF 85 mm f/1.4L IS USM[21]
- EF 85 mm f/1.8 USM

- EF 40 mm f/2.8 STM[22]
- EF 50 mm f/1.0L USM
- EF 50 mm f/1.8
- EF 50 mm f/1.8 II
- EF 85 mm f/1.2L USM
- EF 85 mm f/1.2L II USM[23]
- EF 100 mm f/2.0 USM[19]

#### Tele-Objektive von 135 mm bis 300 mm
- EF 135 mm f/2.8 Softfocus
- EF 135 mm f/2.0L USM[15]
- EF 200 mm f/1.8L USM (Ersatzteile nicht mehr komplett verfügbar)

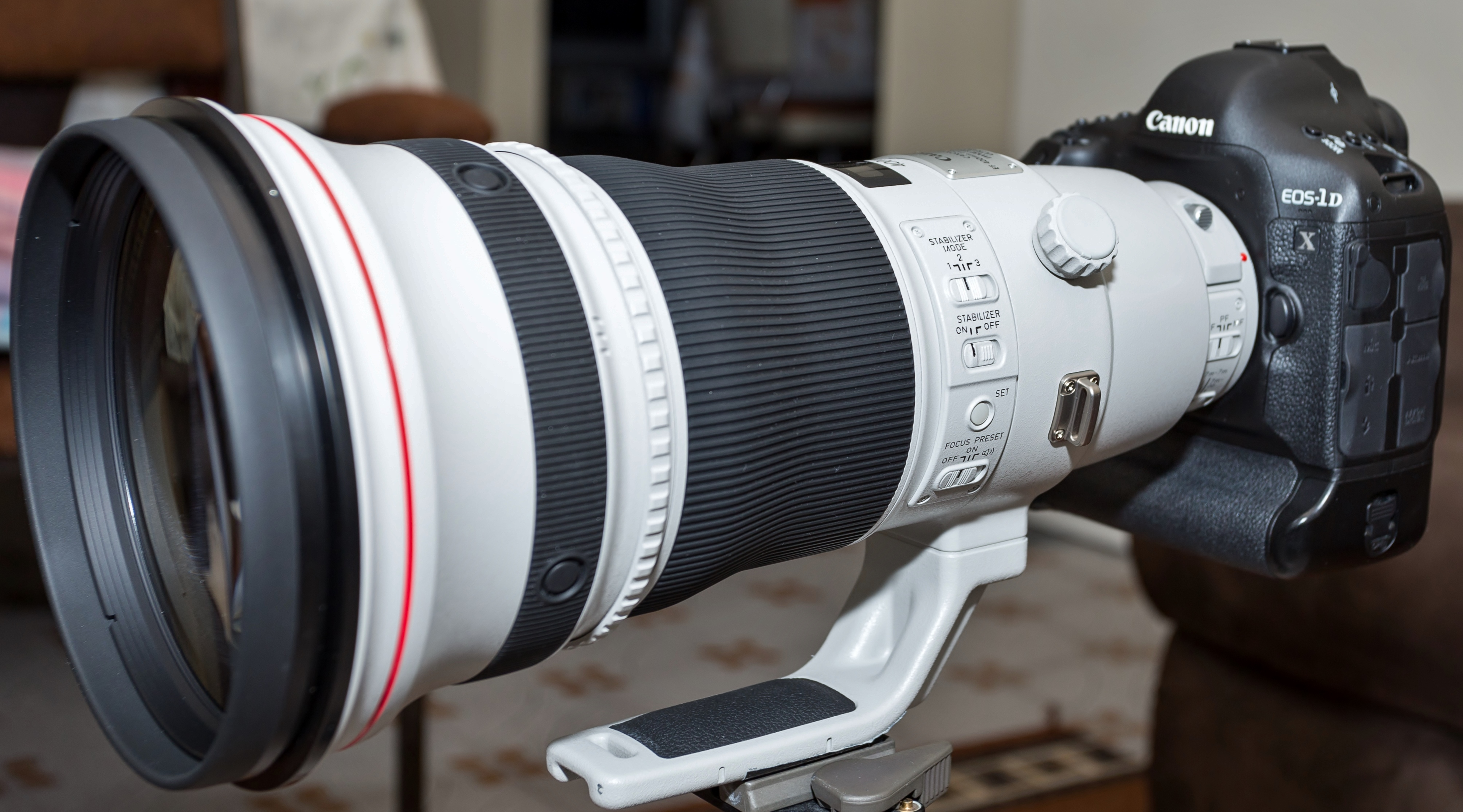
Canon EF 400 mm f/2.8L IS II USM mit Canon EOS 1DX

- EF 200 mm f/2.0L IS USM[24]
- EF 200 mm f/2.8L II USM
- EF 200 mm f/2.8L USM
- EF 300 mm f/2.8L USM
- EF 300 mm f/2.8L IS USM
- EF 300 mm f/2.8L IS II USM[15]
- EF 300 mm f/4.0L USM
- EF 300 mm f/4.0L IS USM[16]

#### Supertele-Objektive ab 400 mm
- EF 400 mm f/2.8L IS III USM
- EF 600 mm f/4L IS III USM

- EF 400 mm f/5.6L USM
- EF 400 mm f/4.0 DO IS USM
- EF 400 mm f/4.0 DO IS II USM[25][15]
- EF 400 mm f/2.8L USM
- EF 400 mm f/2.8L II USM
- EF 400 mm f/2.8L IS USM
- EF 500 mm f/4.0L IS USM
- EF 500 mm f/4.0L IS II USM[15]
- EF 500 mm f/4.5L USM
- EF 600 mm f/4.0L USM
- EF 600 mm f/4.0L IS USM
- EF 600 mm f/4.0L IS II USM
- EF 800 mm f/5.6L IS USM[16]
- EF 1200 mm f/5.6L USM (nur auf Sonderbestellung)

### Zoomobjektive

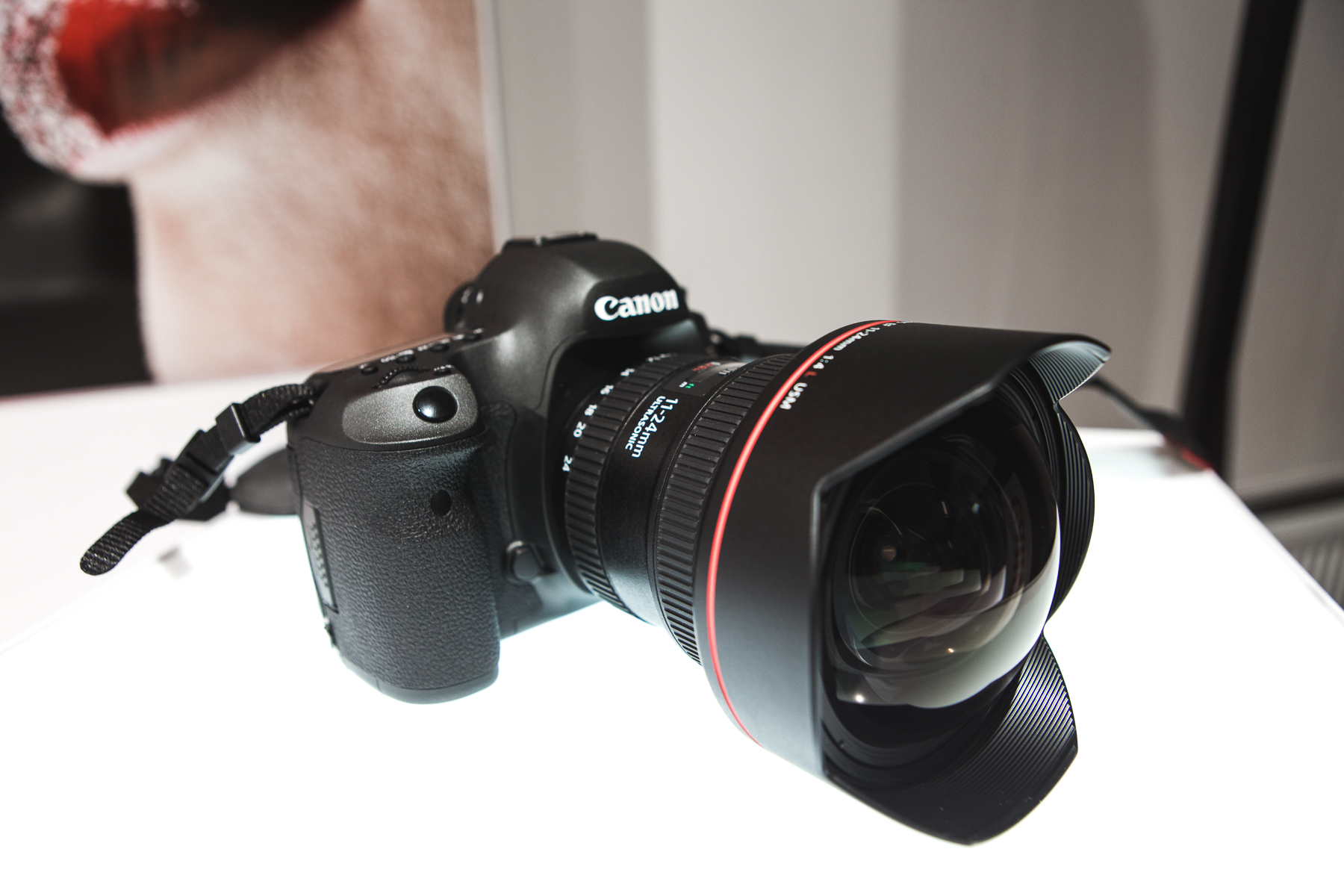
EF 11–24 mm f/4.0 L USM mit Canon EOS 5 DS R

#### Beginnend im Superweitwinkelbereich bis 22 mm

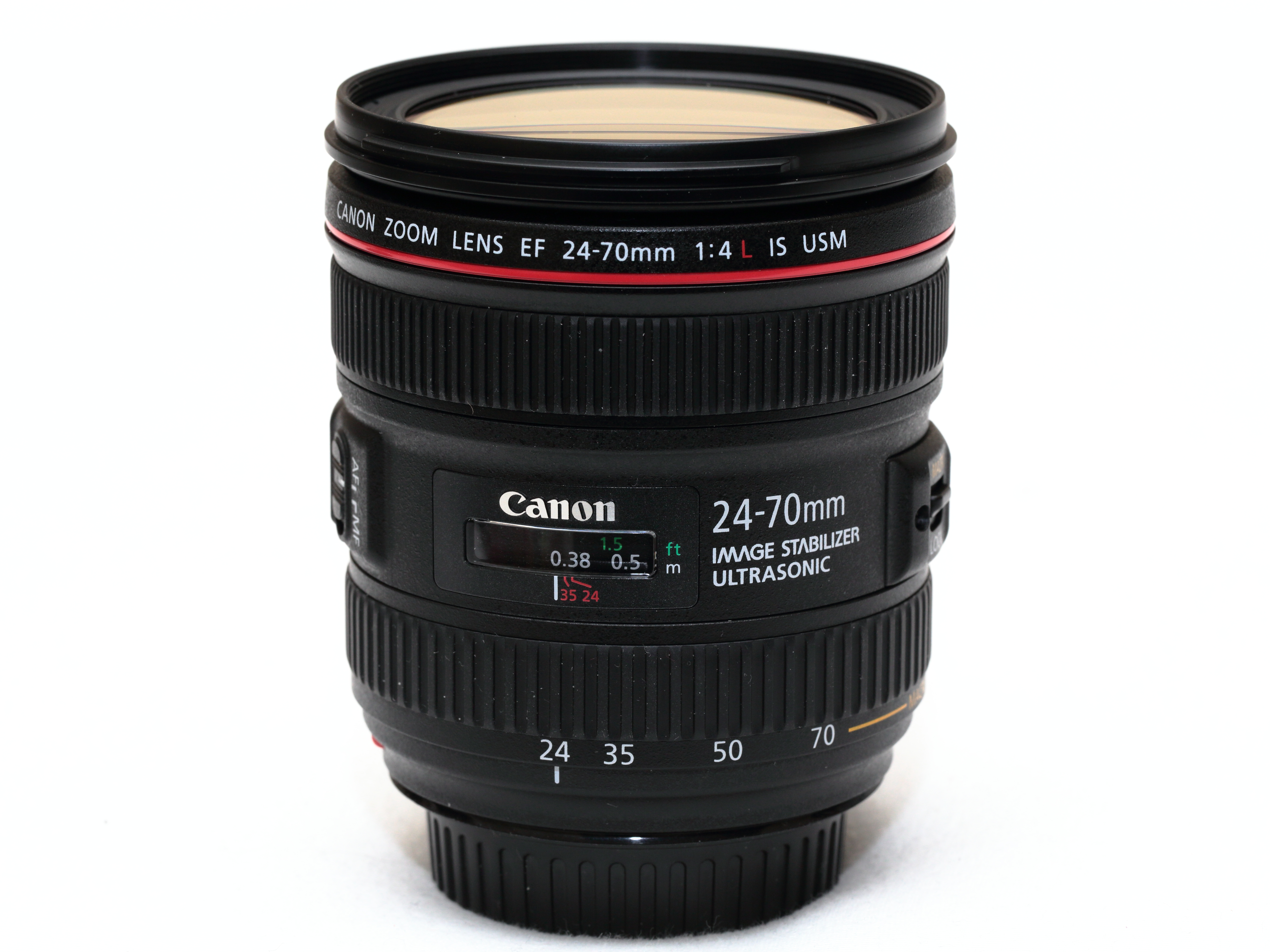
EF 24-70 mm f/4 IS

- EF 8-15 mm f/4.0L Fisheye USM
- EF 11-24 mm f/4.0L USM[26]
- EF 16-35 mm f/2.8L III USM[27]
- EF 16-35 mm f/4.0L IS USM[28]
- EF 17-40 mm f/4.0L USM

- EF 16-35 mm f/2.8L USM
- EF 16-35 mm f/2.8L II USM
- EF 17-35 mm f/2.8L USM
- EF 20-35 mm f/2.8L USM
- EF 20-35 mm f/3.5-4.5 USM
- EF 22-55 mm f/4.0-5.6 USM

#### Beginnend im Weitwinkelbereich zwischen 24 mm und 38 mm
- EF 24-70 mm f/2.8L II USM[29]
- EF 24-105 mm f/4.0L IS II USM[27]

- EF 24-70 mm f/2.8L USM
- EF 24-70 mm f/4.0L IS USM[30][15]
- EF 24-85 mm f/3.5-4.5 USM
- EF 24-105 mm f/4.0L IS USM[31]
- EF 24-105 mm f/3.5-5.6 IS STM[32]
- EF 28-70 mm f/2.8L USM
- EF 28-70 mm f/3.5-4.5
- EF 28-70 mm f/3.5-4.5 II
- EF 28-80 mm f/2.8-4.0L USM
- EF 28-80 mm f/3.5-5.6
- EF 28-80 mm f/3.5-5.6 USM
- EF 28-80 mm f/3.5-5.6 II
- EF 28-80 mm f/3.5-5.6 II USM
- EF 28-80 mm f/3.5-5.6 III USM
- EF 28-80 mm f/3.5-5.6 IV USM
- EF 28-80 mm f/3.5-5.6 V USM
- EF 28-90 mm f/4.0-5.6
- EF 28-90 mm f/4.0-5.6 USM
- EF 28-90 mm f/4.0-5.6 II
- EF 28-90 mm f/4.0-5.6 II USM
- EF 28-90 mm f/4.0-5.6 III
- EF 28-105 mm f/3.5-4.5 USM
- EF 28-105 mm f/3.5-4.5 II USM
- EF 28-105 mm f/4-5.6
- EF 28-105 mm f/4-5.6 USM
- EF 28-135 mm f/3.5-5.6 IS USM
- EF 28-200 mm f/3.5-5.6
- EF 28-300 mm f/3.5-5.6L IS USM
- EF 35-70 mm f/3.5-4.5
- EF 35-70 mm f/3.5-4.5A (nur Autofokus)
- EF 35-80 mm f/4.0-5.6PZ (motorischer Zoom)
- EF 35-80 mm f/4.0-5.6
- EF 35-80 mm f/4.0-5.6 USM
- EF 35-80 mm f/4.0-5.6 II
- EF 35-80 mm f/4.0-5.6 III
- EF 35-105 mm f/3.5-4.5
- EF 35-105 mm f/4.5-5.6
- EF 35-105 mm f/4.5-5.6 USM
- EF 35-135 mm f/3.5-4.5
- EF 35-135 mm f/4.0-5.6 USM
- EF 35-350 mm f/3.5-5.6L USM
- EF 38-76 mm f/4.5-5.6

#### Beginnend im Normal- und leichten Telebereich von 50 mm bis 100 mm
- EF 70-200 mm f/2.8L IS III USM[33]
- EF 70-200 mm f/4L IS II USM[34]
- EF 70-300 mm f/4-5,6 IS II USM[35]

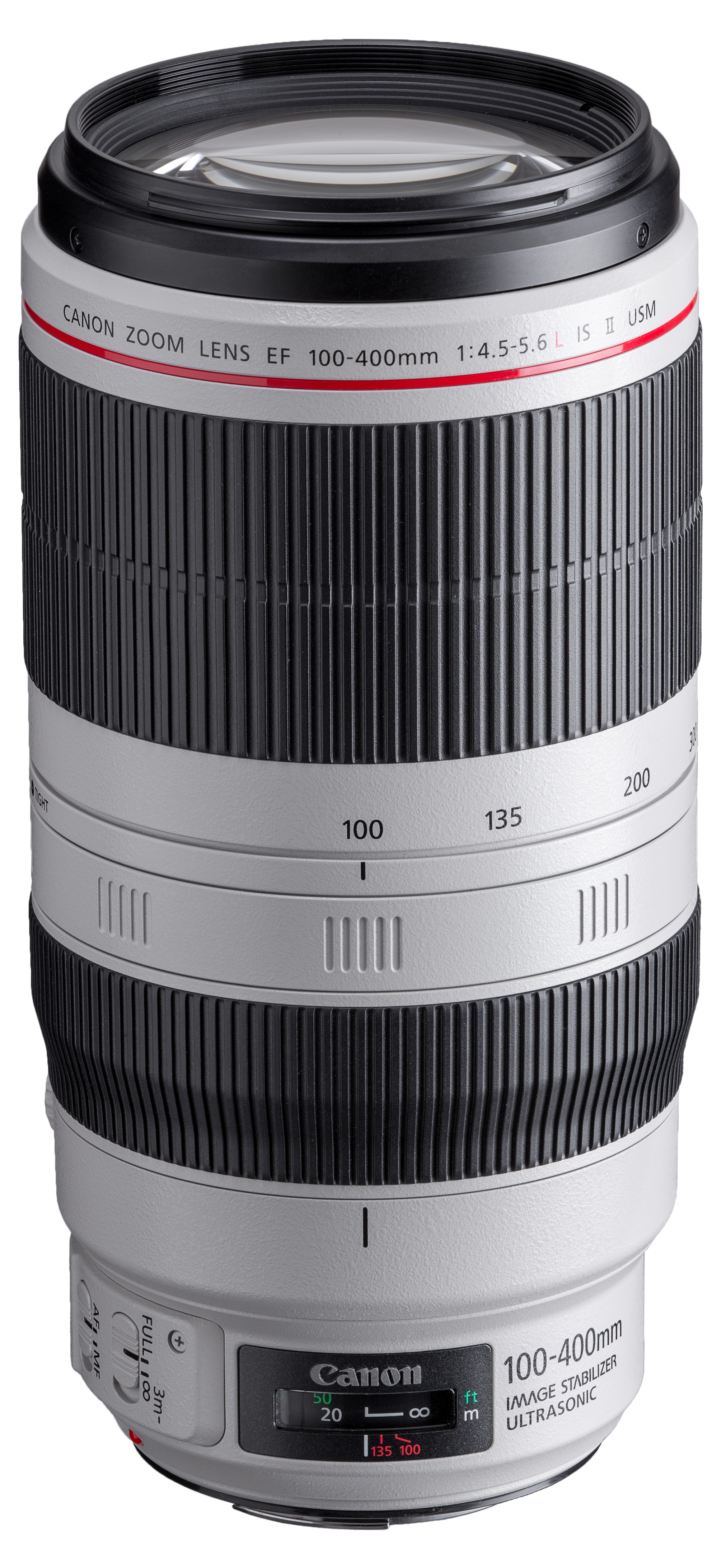
EF 100-400mm f4.5-5.6L IS II USM

- EF 100-400 mm f/4.5-5.6L IS II USM[36]

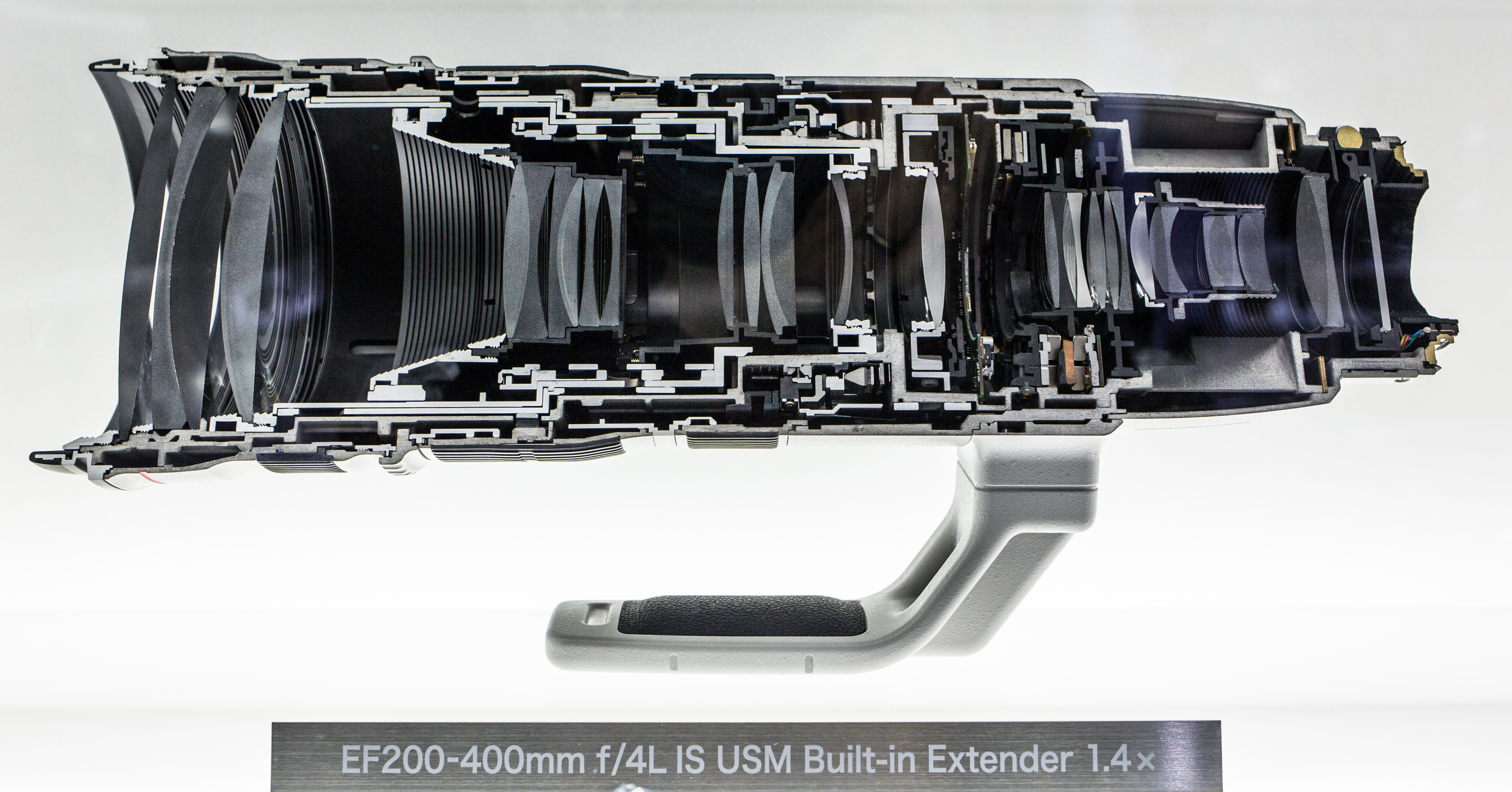
EF 200-400 mm f/4.0L IS USM Extender 1.4x

- EF 55-200 mm f/4.5-5.6 II USM
- EF 50-200 mm f/3.5-4.5
- EF 50-200 mm f/3.5-4.5L
- EF 55-200 mm f/4.5-5.6 USM
- EF 70-200 mm f/2.8L USM[37][16]
- EF 70-200 mm f/2.8L IS USM
- EF 70-200 mm f/2.8L IS II USM
- EF 70-200 mm f/4L USM
- EF 70-200 mm f/4L IS USM
- EF 70-210 mm f/4.0
- EF 70-210 mm f/3.5-4.5 USM
- EF 70-300 mm f/4.0-5.6 IS USM
- EF 70-300 mm f/4.5-5.6 DO IS USM[31]
- EF 70-300 mm f/1:4.0-5.6L IS USM[15]
- EF 75-300 mm f/4.0-5.6
- EF 75-300 mm f/4.0-5.6 USM
- EF 75-300 mm f/4.0-5.6 IS USM
- EF 75-300 mm f/4.0-5.6 II
- EF 75-300 mm f/4.0-5.6 USM II
- EF 75-300 mm f/4.0-5.6 III
- EF 75-300 mm f/4.0-5.6 USM III
- EF 80-200 mm f/2.8L
- EF 80-200 mm f/4.5-5.6
- EF 80-200 mm f/4.5-5.6 USM
- EF 80-200 mm f/4.5-5.6 II
- EF 90-300 mm f/4.5-5.6
- EF 90-300 mm f/4.5-5.6 USM
- EF 100-200 mm f/4.5A
- EF 100-300 mm f/4.5-5.6 USM
- EF 100-300 mm f/5.6
- EF 100-300 mm f/5.6L
- EF 100-400 mm f/4.5-5.6L IS USM

#### Beginnend im Telebereich ab 200 mm
- EF 200-400 mm f/4L IS USM Extender 1.4x

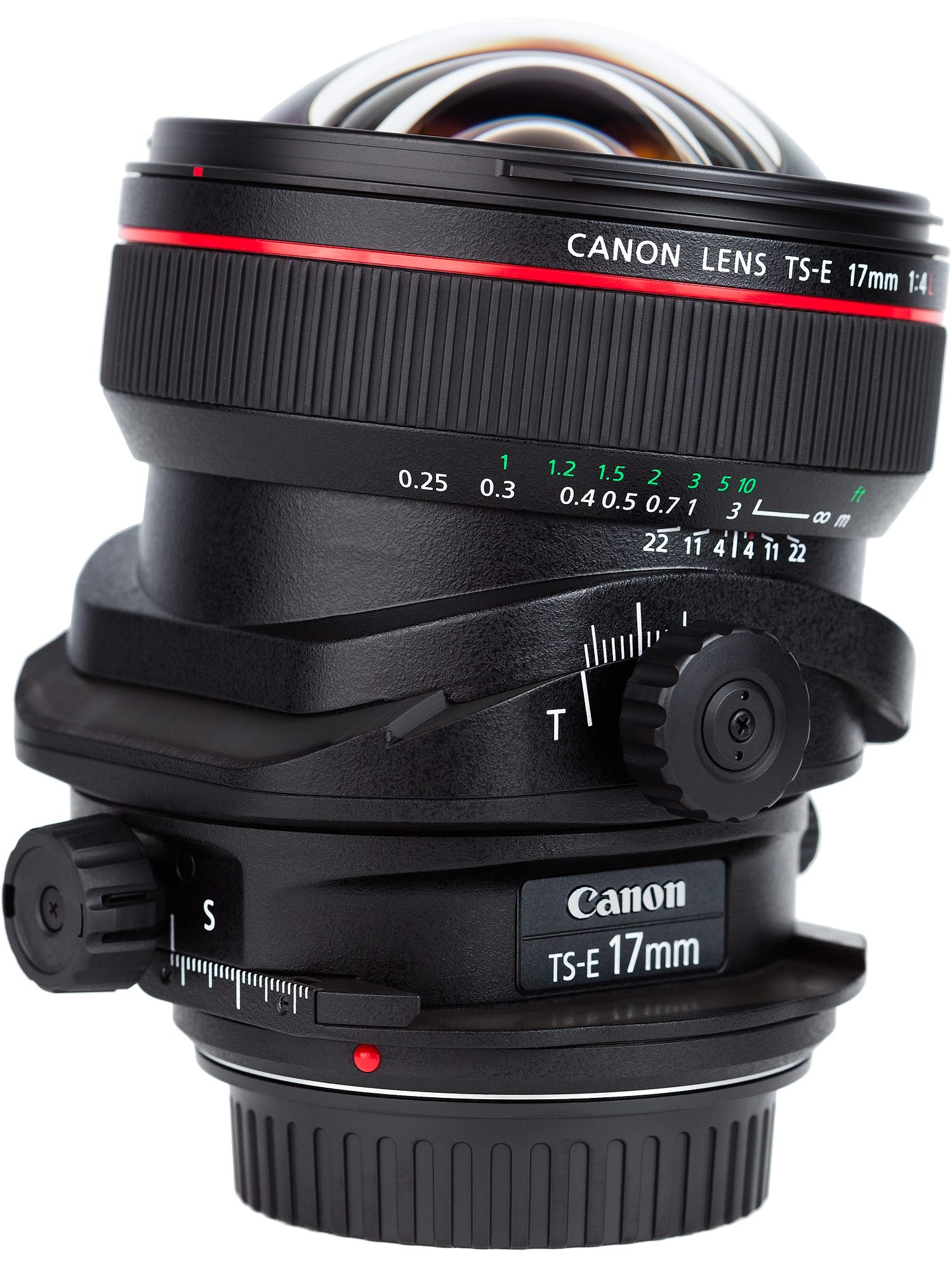
TS-E 17 mm f4.0L

### Tilt-und-Shift-Objektive
Diese Objektive besitzen zwar elektronische Blendenübertragung, aber keinen Autofokus.

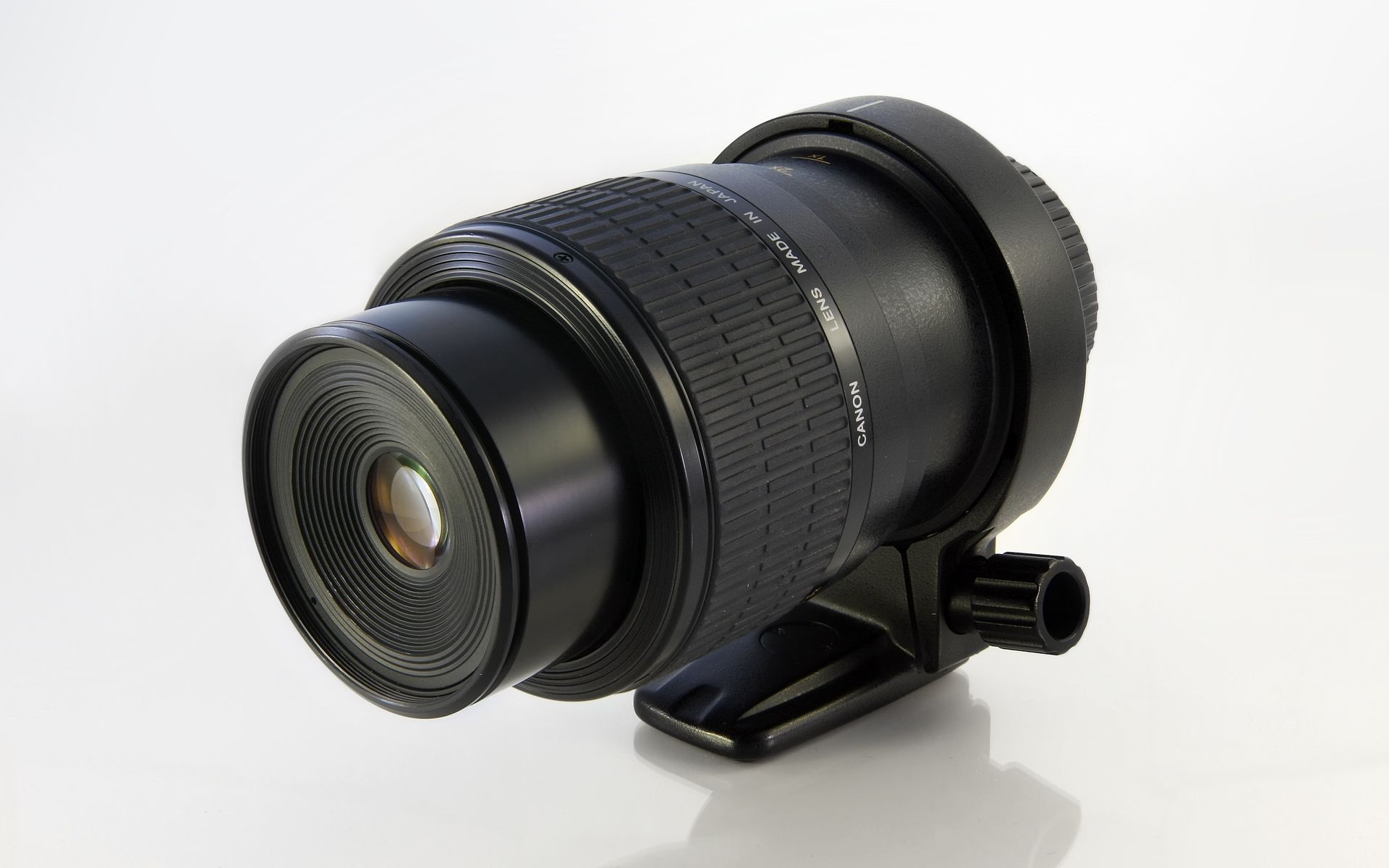
MP-E65 mm f/2.8 1–5× Macro

- TS-E 17 mm f/4.0L
- TS-E 24 mm f/3.5L II
- TS-E 50 mm f/2.8L Macro[21]
- TS-E 90 mm f/2.8L Macro[21]
- TS-E 135 mm f/4L Macro[21]

- TS-E 24 mm f/3.5L
- TS-E 45 mm f/2.8
- TS-E 90 mm f/2.8

### Makro- und Lupenobjektive
- EF 100 mm f/2.8L Macro IS USM

- EF 50 mm f/2.5 Compact Macro
- MP-E 65 mm f/2.8 1-5× Macro Photo (ohne Autofokus)[38]
- EF 100 mm f/2.8 Macro
- EF 100 mm f/2.8 Macro USM
- EF 180 mm f/3.5L Macro USM